# Goja
Les goja sont des subdivisions civiques des Chakma. En somme, ce sont plus de 50 grandes familles.
On trouve notamment les Tunya goja, Bung goja, Larma goja, Boga goja, Rangya goja, Chega goja, etc.